# Tyrannosaurus en la cultura popular
Tyrannosaurus rex es el dinosaurio que más frecuentemente aparece en la cultura popular.[cita requerida] Se ha representado a menudo en el cine y la televisión, en literatura y en Internet.

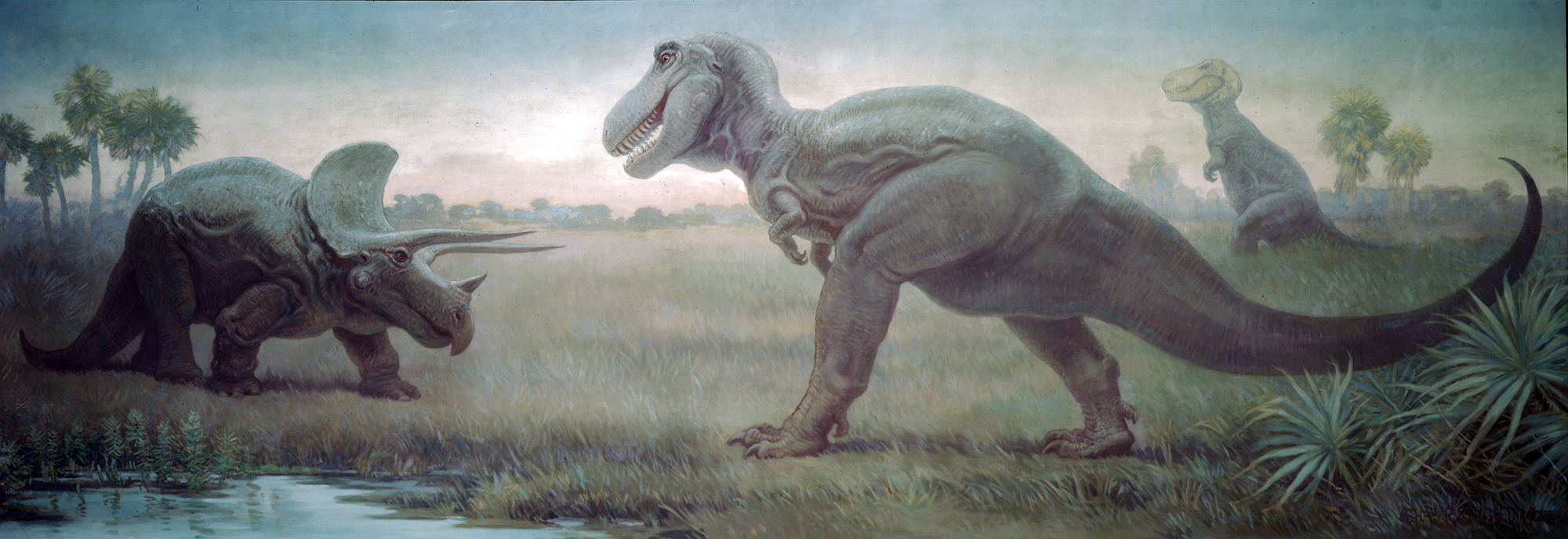
Tyrannosaurus enfrentándose a un Triceratops, por Charles R. Knight (1928)

## Impacto general
Tyrannosaurus rex tiene un lugar único entre los dinosaurios en la cultura moderna; el paleontólogo Robert Bakker lo ha calificado como «el dinosaurio más popular entre las personas de todas las edades, todas las culturas y todas las nacionalidades». Henry Fairfield Osborn , presidente del Museo Americano de Historia Natural, lo declaró como el mejor cazador que jamás haya caminado sobre la tierra. Declaró en 1905:

«Me propongo hacer de este animal el tipo del nuevo género, Tyrannosaurus, en referencia a su magnitud que supera con creces la de cualquier animal carnívoro terrestre hasta ahora descrito... Este animal es, de hecho, el non plus ultra de la evolución de los grandes dinosaurios carnívoros: en pocas palabras, tiene derecho al altisonante nombre del grupo y la realeza que he aplicado al mismo.»

Tyrannosaurus ganó amplia atención pública el 30 de diciembre de 1905, cuando el New York Times elogió al T. rex describiéndolo como «el animal luchador más formidable del que haya registro alguno», el rey «de todos los reyes en el dominio de la vida animal», «el señor de la guerra absoluta de la tierra», y un «auténtico devorador de hombres de la selva». En 1906, Tyrannosaurus fue bautizado como el "boxeador de la antigüedad" y el "último de los grandes reptiles y el rey de todos ellos."
En 1942, Charles R. Knight pintó un mural incorporando a un Tyrannosaurus enfrentado a un Triceratops en el Museo Field de Historia Natural estableciendo a estos dos dinosaurios como enemigos en la cultura popular; y el  paleontólogo Phil Currie cita este mural como una de sus inspiraciones para estudiar a los dinosaurios. Bakker dijo de la rivalidad imaginada entre Tyrannosaurus y Triceratops: «Nunca ha habido un encuentro más espectacular entre depredador y la presa. En cierto modo resulta apropiado que los dos antagonistas vivieran una lucha coevolutiva a través de los últimos días del último periodo de la era de los dinosaurios"».

## Apariciones en el cine

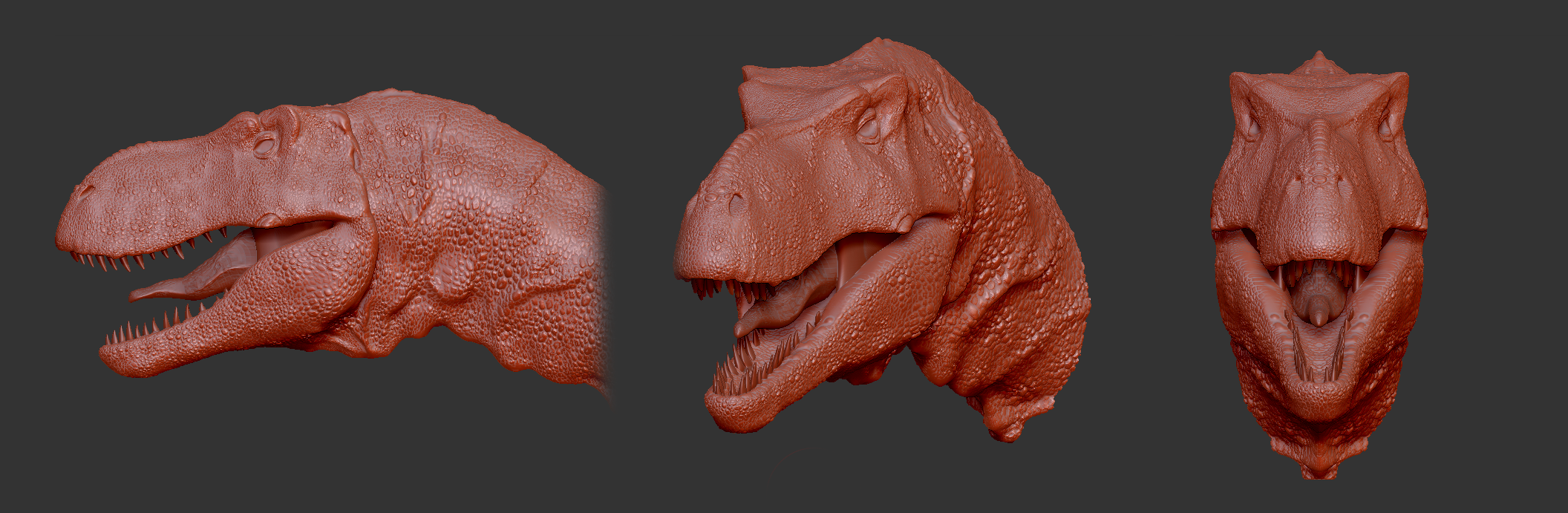
Tyrannosaurus: Reconstrucción digital de la cabeza. Nótese las grandes protuberancias semicirculares que protegían los ojos y el hocico más estrecho que el mostrado típicamente en los medios de comunicación.

El T-Rex ha desempeñado un papel importante en muchas películas, comenzando en 1918 con el filme The Ghost of Slumber Mountain, escrito y dirigido por el pionero de efectos especiales en stop motion Willis O'Brien. The Ghost of Slumber Mountain también es posiblemente el primer filme que muestra a Tyrannosaurus enfrentándose a un Triceratops. El rey de los reptiles tiranos regresó en 1925 con la clásica adaptación de la novela de Arthur Conan Doyle El mundo perdido. Los fósiles de Tyrannosaurus no eran tan famosos en la época de la publicación de la novela (1912), y el único dinosaurio que actuó de villano principal fue Allosaurus, mientras que Tyrannosaurus no tuvo ninguna aparición, pero esta película de 1925 representó de todas maneras a Tyrannosaurus, para lograr un efecto más espectacular y dramático.
Willis O'Brien, tras haber trabajado en The Ghost of Slumber Mountain y El mundo perdido, fue de nuevo responsable de los efectos en la clásica película de 1933 King Kong, donde tuvo lugar una batalla épica entre el simio gigante y un tiranosaurio. El modelo del Tyrannosaurus se realizó basándose en una de las primeras pinturas de Charles R. Knight. Willis O'Brien, director de efectos especiales de la película, afirmó que la batalla entre Kong y el Tyrannosaurus fue una de las escenas técnicamente más difíciles de animar en la película. Al principio muchas películas representaban al Tyrannosaurus con una postura vertical, que se consideraba correcta en esa época. La mayoría de estas películas retrataban erróneamente al dinosaurio con tres dedos en cada mano que sobresalían como los del Allosaurus (aunque en el Tyrannosaurus había vestigios de un tercer dedo, este no habría sido perceptible a simple vista). Walt Disney refirió haber informado al cazador de dinosaurios Barnum Brown que «se veía mejor así». Desde entonces, el T. rex ha aparecido en un gran número de películas de monstruos, así como en documentales educativos.
Un Tyrannosaurus animado apareció en el segmento La consagración de la primavera de la película Fantasía (1940) de Walt Disney. Aterroriza a los otros dinosaurios en el segmento y ataca a un Stegosaurus en una batalla que gana. Posteriormente, un Tyrannosaurus (no se sabe si este es el mismo) también se observa hacia el final del segmento, desplomándose en el paisaje desértico debido al hambre o a la deshidratación.
Una de las representaciones más emblemáticas en una película para el Tyrannosaurus se dio en el año 1993 en Parque Jurásico, donde los dinosaurios son devueltos a la vida con la sangre de los mosquitos fosilizados. En la película, el dinosaurio se libera de su recinto del parque temático, y procede a recorrer el parque mientras va matando a algunos de los visitantes y al personal con que se encuentra. La popularidad del T-Rex siempre ha tenido un efecto recíproco sobre la ciencia de dinosaurios, la popularidad de Parque Jurásico fue clave en el  descubrimiento del género de dinosaurio Scipionyx; los fósiles de este género habían quedado depositados en un sótano en Italia hasta que el estreno de la película atrajo la atención del propietario de los fósiles. El Tyrannosaurus repitió su papel como el dinosaurio principal en The Lost World: Jurassic Park, la secuela de Parque Jurásico. No regresó como antagonista principal en Parque Jurásico III, donde fue reemplazado por un Spinosaurus. Aparece brevemente en un enfrentamiento contra el Spinosaurus, solo para ser derrotado. Para la cuarta entrega, Mundo Jurásico, el Tyranosaurus reaparece una vez más y aunque la trama central de la historia no se centra en él, si tiene un papel decisivo en la película, participando en un enfrentamiento contra el dinosaurio híbrido Indominus rex. 
La franquicia Toy Story tiene un personaje Tyrannosaurus rex llamado Rex.
El personaje principal de la película Theodore Rex es un Tyrannosaurus antropomorfo.
Una película de Roger Corman producida después de Parque Jurásico, Carnosaurio, también representa a un Tyrannosaurus, retratado a través de una mezcla de animación y marionetas de tamaño real (que apenas se movían). La película tuvo dos secuelas, utilizando material de archivo del T. rex para las películas Isla de Dinosarios, El Raptor, y La fórmula Edén.
Entre otras apariciones, el Tyrannosaurus ha hecho apariciones importantes en muchas otras películas, incluyendo Dinosaurus!, El último dinosaurio, The Land Before Time, Night at the Museum, Meet the Robinsons, y Ice Age: Dawn of the Dinosaurs. La película en IMAX 3D T-Rex: Retorno al Cretácico aparece un tiranosaurio en varias secuencias de tiempo de viaje, así como su descubridor, Barnum Brown.
El terópodo de ficción Vastatosaurus, diseñado exclusivamente para el remake de King Kong dirigido por Peter Jackson en 2005, King Kong, es un descendiente hipotético del Tyrannosaurus.

## Apariciones en televisión
Tyrannosaurus ha aparecido en varias series de televisión, incluidos programas para niños, tanto en las destinadas a la ficción, y, más recientemente, en documentales.
- En Barney y sus amigos, Barney es un estilizado Tyrannosaurus rex. En el espectáculo australiano para niños The Wiggles, el personaje "Dorothy el dinosaurio" es una adaptación estilizada de un Tyrannosaurus.

- Tyrannosaurus fue uno de los dinosaurios que varias veces aparece en 1974 en la serie Doctor Who, en La invasión de los dinosaurios, protagonizada por Jon Pertwee.

- Ha sido un personaje recurrente en la serie Dinosaurios (Roy Hess, el amigo de Earl Sinclair y vecino de los Sinclair) y Land of the Lost, donde es un villano en la serie 1974 (conocido como "Gruñón") y la versión de 1991 (como "Scarface", que tenía una cicatriz que cubre su ojo derecho, el resultado de una pelea con un Parasaurolophus inferirse del prólogo del episodio piloto), y en la serie infantil Dinoplativolos, así como el anime Dinozaurs (como "Dino Tyranno", y su homólogo el mal de corta duración "Drago Tyran").

- El dinosaurio también aparece en la serie de anime Dino rey (como Terry de la Pandilla Alfa): es el primer dinosaurio capturado por la pandilla Alfa y el principal dinosaurio antagonista.

- Un T-Rex llamado "Ray", fue el antagonista central es la serie de animación con plastilina gogs.

- Documentales y cuasidocumentales sobre dinosaurios han incluido frecuentemente al Tyrannosaurus, como es el caso de Dinosaurios, Walking with Dinosaurs, Dinosaur Planet, Prehistoric Park, T. Rex: New Science, New Beast, Dino-Riders, The Truth About Killer Dinosaurs, When Dinosaurs Roamed America, Sea Monsters (que podría ser en realidad un Daspletosaurus o un Gorgosaurus), Valley of the T-Rex, Dinosaurs Decoded, Bizarre Dinosaurs, Animal Armageddon, Jurassic Fight Club, Dinolab, T-rex: Warrior or Wimp?, T. Rex: Un dinosaurio en Hollywood, Dinosaur Revolution y Planet Dinosaur (en este último mostrado en la base de datos del programa).

- Otras apariciones incluyen la serie Mighty Morphin Power Rangers (y su homólogo japonés, Kyōryū Sentai Zyuranger), Power Rangers Dino Thunder (y su homólogo japonés, Bakuryū Sentai Abaranger) y Power Rangers Dino Charge (y su homólogo japonés Jūden Sentai Kyoryuger), y su última temporada, Power Rangers Dino Fury (y su homólogo japonés Kishiryū Sentai Ryūsoulger)

- Los personajes "Chomper" de The Land Before Time (en la serie fílmica), así como el "Red Claw" de la serie de TV, y "Sharptooth" (Dienteagudo) de la película original son todos tiranosaurios.

- Varios personajes de las series de Transformers, como Grimlock y Megatron entre los más conocidos, se convierten en un T. rex como modo alterno.

- Tyranomon,[11] Tyranomon X,[12] Dark Tyranomon,[13] Dark Tyranomon X,[14] Master Tyranomon,[15] Metal Tyranomon,[16] Metal Tyranomon X,[17] Ex-Tyranomon,[18] Mametyramon[19] Rust Tyranomon[20]y Dynamon (o Dinomon)[21] son dinosaurios Digimon de Digimon: Digital Monsters cuyo nombre y diseño están inspirados en los Tyrannosaurus, englobándose en lo que popularmente se conocen como las "Especies Tyranomon".[22] Muchos otros Digimon, como Greymon, tienen diseños que parecen inspirados en el Tyrannosaurus.

- En la serie de animación Extreme dinosaurs, está como protagonista T-Bone, un impulsivo y serio Tiranosaurio rex musculoso.

- El T. rex también aparece en la quinta temporada de la serie británica de la cadena ITV Primeval.
 En la serie animada El Increíble Mundo de Gumball "Tina" es una T-Rex recurrente en la trama y su padre es otro T-Rex más grande.

- En Pokémon hay varios pokémon basados en él, como Tyranitar, Tyrunt y Tyrantrum.

## Otras
El Tyrannosaurus ha aparecido en muchos medios de comunicación y es quizás uno de los dinosaurios más utilizados, y, como tal, muchos productos se han comercializado con este dinosaurio. Varias encarnaciones del animal o criaturas basadas en el tiranosaurio han aparecido en los videojuegos, y en varias series de juegos ha aparecido Tyrannosaurus como una pieza central. Estos incluyen la serie Dino Crisis, diversos juegos de la franquicia Parque Jurásico, la serie de juegos de Turok, la serie Zoo Tycoon, en Tomb Raider y en Pokémon con Tyrantrum y Tyranitar, quien debe su nombre a Tyrannosaurus, y también podría haber sido modelado a partir de él.
El autor estadounidense Ray Bradbury escribió un cuento titulado Tyrannosaurus Rex (1962).